# Landschaftsschutzgebiet Offene Kulturlandschaft

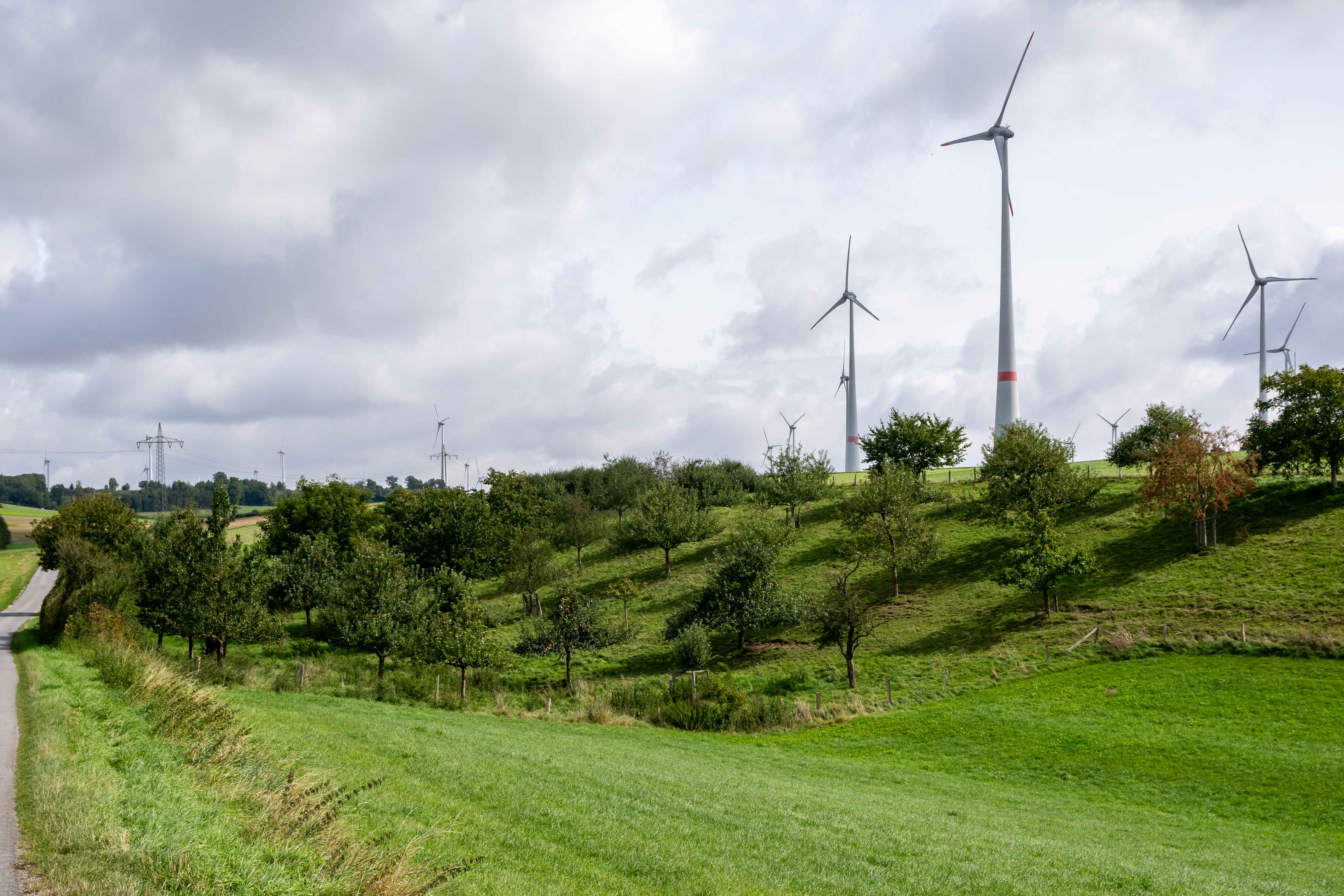
Taleinschnitt nördlich von Hegensdorf

Das Landschaftsschutzgebiet Offene Kulturlandschaft mit 914,25 ha Flächengröße liegt im Stadtgebiet von Büren im Kreis Paderborn. Das Landschaftsschutzgebiet (LSG) wurde 2007 vom Kreistag mit dem Landschaftsplan Bürener Almetal ausgewiesen. Das LSG besteht aus mehreren Teilflächen und grenzt an andere Landschaftsschutzgebiete an.

## Beschreibung
Das LSG Offene Kulturlandschaft umfasst vorwiegend Flächen im Bereich der Hochflächen. Es handelt sich um durch vorwiegende Acker- und nachgeordnet auch Grünlandnutzung charakterisierte Flächen. Das LSG wird vor allem durch Baumreihen und Hecken gegliedert. Dazu zählen im Wesentlichen Gebiete westlich von Steinhausen und Eickhoff, im Bereich des Ahdener Grundes randlich zu den Wäldern, im und am Almetal, im Bereich Altenböddeken sowie nördlich und nordwestlich von Hegensdorf. Auch Obstwiesen kommen im Gebiet vor.
Es ist verboten, Obstbaumwiesen zu beeinträchtigen oder ohne Genehmigung zu beseitigen. Für die Pflege der Obstbaumwiesen einschließlich der Bodenpflege besteht die Möglichkeit der Förderung im Rahmen des Vertragsnaturschutzes (Kulturlandschaftsprogramm). Wird eine Genehmigung erteilt, Obstbäume zu beseitigen, ist entsprechender Ausgleich und Ersatz zu schaffen, inklusive einer regelmäßigen Baum- und Bodenpflege.